# Feel What I Feel
Feel What I Feel è un singolo del gruppo musicale hard rock Gotthard, il primo estratto dall'undicesimo album studio Bang!. È stato pubblicato il 31 gennaio 2014 in formato digitale.

## Video musicale
È stato girato il 27 gennaio presso il Pfalzkeller di San Gallo ed è uscito il 28 febbraio 2014.

Nel videoclip si possono vedere i membri della band che si trovano in bar insieme ad altre persone, queste ultime hanno delle facce e degli sguardi strani. Ad un certo punto arriva il cantante, Nic Maeder, che si fa servire dalla barista di cui si innamora subito. Qui inizia una love story che si conclude in un modo particolare.

A questi fotogrammi ne sono alternati altri nei quali si vede il gruppo intento a suonare il pezzo.

## Tracce
iTunes
1. Feel What I Feel (Radio edit) - 3:27
2. Feel What I Feel - 4:18

## Formazione
- Nic Maeder - voce
- Leo Leoni - chitarra
- Freddy Scherer - chitarra
- Marc Lynn - basso
- Hena Habegger - batteria